# CA Villa Teresa
Der Club Atlético Villa Teresa, kurz Villa Teresa, ist ein Sportverein aus Montevideo in Uruguay. Die Fußballmannschaft des Vereins spielt in der Saison 2016 in der zweithöchsten uruguayischen Spielklasse, der Segunda División. Der Verein verfügt zudem über ein Radsportteam.

## Fußball

### Geschichte
Der Verein wurde am 1. Juni 1941 gegründet. 1975 gewann die Fußballmannschaft des Vereins die Meisterschaft in der Primera D. 1984 und 1999 sicherte sich der Klub den Titel in der höchsten Amateurklasse, der Segunda División Amateur. 1999 setzte man sich in den drei Finalspielen um die Meisterschaft und den Aufstieg in der seinerzeit als Liga Metropolitana Amateur bezeichneten Liga gegen Uruguay Montevideo durch. Verantwortlicher Trainer bei Villa Teresa war dabei Vito Beato. Den entscheidenden Treffer beim 1:0-Sieg im dritten Endspiel erzielte Eduardo Rodríguez. Die nachfolgende Saison verbrachte man im Profifußball in der Segunda División, schloss das Jahr 2000 aber als Vorletzter der Jahresgesamttabelle und Tabellenvorletzter der Abstiegswertung ab und musste in den Amateurfußball zurückkehren. Anschließend folgte eine vorübergehende Fusion mit dem Salus FC und Huracán del Paso de la Arena zum Alianza FC. Der Fusionsverein erhielt jedoch in der Saison 2001 keine Spielgenehmigung, weil Villa Teresa und der Salus FC Verbindlichkeiten nicht beglichen hatten. Er trat sodann von 2002 bis zum Abstieg am Ende der Saison 2004 in der zweithöchsten Profiliga an. Parallel dazu erfolgte keine Wettbewerbsteilnahme einer Mannschaft von Villa Teresa in einer der drei höchsten uruguayischen Spielklassen. 2005 löste sich der Fusionsklub wieder auf.
Zur Saison 2007/08 beantragte Villa Teresa die erneute Aufnahme seiner Mannschaft in die drittklassige Liga Metropolitana de Fútbol. Nach erfolgter Zulassung gewann man die Apertura 2007 und schloss die Clausura 2008 auf dem 2. Tabellenplatz ab. Ein Aufsteiger wurde in jener Saison jedoch nicht ermittelt. In der Spielzeit 2010/11 gewann der Klub nach einem dritten Rang in der Apertura 2010 die Clausura 2011 in der Segunda B Amateur. Im Halbfinale um den Aufstieg in die zweithöchste Profiliga Uruguays, die Segunda División, setzte man sich gegen den Apertura-Sieger Colón FC nach einem 1:1-Unentschieden mit 8:7 im Elfmeterschießen durch. Damit erzwang man ein Finale gegen denselben Gegner, da dieser auch die Jahresabschlusstabelle zu seinen Gunsten entschieden hatte. In diesem Endspiel sicherte sich Villa Teresa erneut unter Trainer Vito Beato mit einem 4:1-Sieg durch Tore von Janéyler Rivas, Pablo De Simone, Gastón Fonseca und César Romero die Rückkehr in den Profifußball. Die sportlich erfolgreiche Saison war überschattet von dem Tod des Villa-Teresa-Anhängers Marcelo López, der am 7. November 2010 anlässlich eines mit 4:1 gewonnenen Auswärtsspiels des Vereins bei Oriental in La Paz durch einen Fan des gegnerischen Teams erschossen wurde. Dem gegnerischen Klub wurden infolge dieses Vorfalls zwölf Punkte in der Apertura 2010 abgezogen. Die Saison 2011/12 beendete man als Tabellenletzter mit zehn Punkten Rückstand. Dies blieb jedoch in Bezug auf den Erhalt der Spielklasse ohne Konsequenzen, da in jenem Jahr kein Absteiger ermittelt wurde. In der Spielzeit 2012/13 vermied die Mannschaft des Vereins den Abstieg in die höchste Amateurklasse erst in der Relegation. An dieser hatte man als 13. und somit Vorletzter der Abschlusstabelle teilgenommen und sich letztlich mit zwei Siegen gegen den Huracán FC durchgesetzt, der allerdings trotz sportlichen Abstiegs ebenfalls im Profifußball verblieb. Nach Abschluss der beiden Halbserien der Saison 2013/14 rangierte Villa Teresa auf dem 8. Rang. Dies bedeutete die Qualifikation für die Aufstiegs-Playoff-Runde. In dieser stieß man bis ins Finale vor. Die beiden Endspielbegegnungen gegen die Rampla Juniors endeten am 28. Juni 2014 und am 6. Juli 2014 jeweils 0:0-Unentschieden. Das anschließende Elfmeterschießen verlor man mit 2:4. Somit verblieb Villa Teresa in der zweithöchsten Profiliga Uruguays. Nach Abschluss der Apertura 2014 belegte die Mannschaft des Klubs den 7. Rang.

### Stadion
Der Verein trägt seine Heimspiele im in Montevideo gelegenen Parque Salus aus. Die Spielstätte verfügt über eine Zuschauerkapazität von 4.500 Personen.

### Erfolge
- Meister der Segunda B Amateur: 1984, 1999, 2010/11
- Primera D: 1975

## Radsport
Für die Radsportabteilung des Vereins traten in der Vergangenheit unter anderem Jorge Soto und Federico Moreira an.